# Beniamin (Tupieko)
Beniamin, imię świeckie Witalij Iwanowicz Tupieko (ur. 16 września 1968 w Łunińcu) – białoruski biskup prawosławny, zwierzchnik Egzarchatu Białoruskiego Patriarchatu Moskiewskiego od 2020.  

## Życiorys
Szkołę średnią ukończył w Łunińcu, następnie w 1985 podjął studia na wydziale radiofizyki i elektroniki Państwowego Uniwersytetu Białoruskiego. W latach 1987–1989 odbywał zasadniczą służbę wojskową. W 1992 ukończył studia, uzyskując dyplom inżyniera radiofizyka. W sierpniu tego samego roku wstąpił do seminarium duchownego w Mińsku. W 1994, po ukończeniu trzeciego roku nauki, wstąpił jako posłusznik do monasteru Zaśnięcia Matki Bożej w Żyrowiczach. 16 grudnia 1994 złożył wieczyste śluby mnisze przed przełożonym klasztoru, archimandrytą Guriaszem, przyjmując imię zakonne Beniamin na cześć świętego metropolity piotrogrodzkiego i gdowskiego nowomęczennika Beniamina. 9 stycznia 1995 przyjął święcenia diakońskie z rąk metropolity mińskiego i słuckiego Filareta. Ten sam hierarcha wyświęcił go 13 lutego 1995 na kapłana.
W 1996, po ukończeniu seminarium duchownego, rozpoczął studia w Mińskiej Akademii Duchownej, otrzymując równocześnie stanowisko wykładowcy seminarium w Mińsku. W 1999 obronił dysertację kandydacką w dziedzinie teologii. W tym samym roku otrzymał godność igumena. W 2005 został dziekanem monasteru w Żyrowiczach, zaś w 2006 otrzymał godność archimandryty. Był członkiem delegacji eparchii mińskiej i słuckiej na Sobór Lokalny Rosyjskiego Kościoła Prawosławnego w styczniu 2009. 1 lipca 2009 został przełożonym monasteru Zwiastowania w Ladach.
21 marca 2010 r. w soborze Chrystusa Zbawiciela w Moskwie miała miejsce jego chirotonia na biskupa pomocniczego eparchii mińskiej i słuckiej, z tytułem biskupa borysowskiego. W ceremonii wzięli udział patriarcha moskiewski i całej Rusi Cyryl, metropolici miński i słucki Filaret, kruticki i kołomieński Juwenaliusz, sarański i mordowski Warsonofiusz, permski i solikamski Metody, arcybiskupi witebski i orszański Dymitr, astański i ałmacki Aleksander, istrzański Arseniusz, naro-fomiński Justynian, nowogródzki i lidzki Guriasz oraz biskupi prowacki Ignacy (z Bułgarskiego Kościoła Prawosławnego), tyraspolski i dubosarski Sawa i sołniecznogorski Sergiusz. Od czerwca 2010 kierował Radą Wydawniczą Egzarchatu Białoruskiego.
W 2014 r. został pierwszym ordynariuszem nowo erygowanej eparchii borysowskiej.
25 sierpnia 2020 r. Święty Synod Rosyjskiego Kościoła Prawosławnego mianował go nowym egzarchą Białorusi, z równoczesnym podniesieniem do godności metropolity mińskiego i zasławskiego i stałym członkostwem w Świętym Synodzie. Hierarcha jednocześnie nadal pełni obowiązki zwierzchnika eparchii borysowskiej. Formalnie nadanie godności metropolity odbyło się 6 września 2020 r. w moskiewskim soborze Chrystusa Zbawiciela. Beniamin jest pierwszym zwierzchnikiem Egzarchatu Białoruskiego narodowości białoruskiej. Jego poprzednik na urzędzie, metropolita Paweł, został przeniesiony na inną katedrę po tym, gdy potępił stosowanie przemocy wobec uczestników protestów przeciwko Aleksandrowi Łukaszence po wyborach prezydenckich na Białorusi w 2020 r. Metropolita Beniamin zakazał podległemu sobie duchowieństwu uczestnictwa w demonstracjach.
Od 2021 r. hierarcha pełni również obowiązki ordynariusza eparchii słuckiej.